# Nemophas ramosi
Nemophas ramosi es una especie de escarabajo longicornio del género Nemophas, subfamilia Lamiinae. Fue descrita científicamente por Schultze en 1920.
Se distribuye por China y Filipinas. Posee una longitud corporal de 23-38 milímetros. El período de vuelo de esta especie ocurre en los meses de febrero, abril, mayo, junio, septiembre y octubre.